# OBA超類群
OBA超类群（學名：Obazoa）是變形蟲門的一個姐妹演化支，它由Breviatea、Apusomonadida以及後鞭毛生物組成。OBA是後鞭毛生物（Opisthokonta）、Breviatea以及Apusomonadida的首字母縮寫。截至2018年，opisthokonts、breviates 和 apusomonads之间的关系尚未最终解决。